# Historische Sammlungen der Stiftung Zentral- und Landesbibliothek Berlin
Die Historischen Sammlungen waren ein Spezialbereich innerhalb der Stiftung Zentral- und Landesbibliothek Berlin. Sie wurden mit dem ehemaligen Zentrum für Berlin-Studien zusammengelegt und bilden die heutigen Berlin-Sammlungen.

## Allgemeines
Die Historischen Sammlungen entstanden 1901 mit Gründung der Berliner Stadtbibliothek (BStB) aus wertvollen Teilen der Magistratsbibliothek sowie aus Stiftungen, Schenkungen und Ankäufen von Bibliotheken und Nachlässen bedeutender Berliner Persönlichkeiten. Sie sind ein Spiegel der Berliner Geschichte und ihrer städtisch-bürgerlichen Kultur. Sammlungen, die in Berlin entstanden und/oder mit der Stadt eine enge inhaltliche Beziehung haben, wurden von der Zentral- und Landesbibliothek übernommen und bewahrt.
Neben der Bestandspflege werden die Bestände kontinuierlich nach Provenienzhinweisen beforscht und NS-verfolgungsbedingt entzogenes Kulturgut die Vorbesitzenden oder heutigen Nachkommen, Eigentümern oder Erben zurückzugeben.

## Einige Sammlungen (exemplarisch)
- Bibliothek des sozialdemokratischen Abgeordneten Emil Basner (1852–1918)
- Bibliothek des Dichters Johannes Bobrowski (1917–1965)
- Bibliothek des Vereins Frauenwohl (gegründet 1888)
- Bibliothek des Dichters Franz Fühmann (1922–1984)
- Bibliothek des Berlinischen Gymnasiums zum Grauen Kloster (Dauerleihgabe)
- Bibliothek von Hedwig Courths-Mahler (1867–1950) und Sekundärliteratur zur Trivialliteratur
- Göritz-Lübeck-Stiftung – enthält Nachlass von Turnvater Jahn
- einige Pläne von Jean de Bodt (1670–1745)
- Bibliothek des Schriftstellers und Publizisten Julius Rodenberg (1831–1914)
- Bibliothek und Nachlass des Wirtschaftswissenschaftlers Jürgen Kuczynski (1904–1997)
- Bibliothek von Karl August Fürst von Hardenberg (1750–1822)
- Werke und Manuskripte von Willibald Alexis eigentlich Georg Wilhelm Heinrich Häring (1798–1871)
- Bibliothek des Mediziners Rudolf Virchow (1821–1902)